# Sophronica griseomarmorata
Sophronica griseomarmorata là một loài bọ cánh cứng trong họ Cerambycidae.